# Солефтео (община)
Община Солефтео (на шведски: Sollefteå kommun) е разположена в лен Вестернорланд, североизточна централна Швеция с обща площ 5797 km2 и население 19 623 души (към 31 декември 2013). Административен център на община Солефтео е едноименния град Солефтео.